# Shrine Bowl
Le Shrine Bowl était un match annuel de football américain d'après saison-régulière et de niveau universitaire. 
Le 1er match fut joué le 18 décembre 1948 au War Memorial Stadium à Little Rock dans l'Arkansas. Il a mis en présence les équipes de l'université de Hardin-Simmons et de Ouachita Baptist College
Le 2e et dernière match se joua le 26 novembre 1949 à Carbondale dans l'Illinois. Il mit en présence les équipes universitaires des Indiana State Sycamores et des Salukies de Southern Illinois.

## Palmarès
| Dates            | Vainqueurs        | Scores  | Perdants         |
| ---------------- | ----------------- | ------- | ---------------- |
| 18 décembre 1948 | Hardin-Simmons    | 41 - 12 | Ouachita Baptist |
| 26 novembre 1949 | Southern Illinois | 41 - 14 | Indiana State    |